# Ramea (ort i Kanada)
Ramea är en ort i Kanada.   Den ligger i provinsen Newfoundland och Labrador, i den östra delen av landet, 1 400 km öster om huvudstaden Ottawa. Ramea ligger 5 meter över havet och antalet invånare är 526.
Terrängen runt Ramea är platt. Trakten är glest befolkad. 